# Magyarszecsőd, Vas
Magyarszecsőd  este un sat în districtul Körmend, județul Vas, Ungaria, având o populație de 461 de locuitori (2011). 

## Demografie
Componența etnică a satului Magyarszecsőd
     Maghiari (98,1%)
     Germani (1,08%)
     Necunoscut (0,81%)
     Alții (0,81%)
Componența confesională a satului Magyarszecsőd
     Romano-catolici (58,13%)
     Reformați (7,16%)
     Fără religie (3,25%)
     Luterani (2,17%)
     Necunoscută (29,28%)
     Alte religii (1,08%)
Conform recensământului din 2011, satul Magyarszecsőd avea 461 de locuitori. Din punct de vedere etnic, majoritatea locuitorilor (98,1%) erau maghiari, cu o minoritate de germani (1,08%). Apartenența etnică nu este cunoscută în cazul a 0,81% din locuitori.  Din punct de vedere confesional, majoritatea locuitorilor (58,13%) erau romano-catolici, existând și minorități de reformați (7,16%), persoane fără religie (3,25%) și luterani (2,17%). Pentru 29,28% din locuitori nu este cunoscută apartenența confesională.